# Prieuré de Saint-Germain-des-Fossés
Le prieuré de Saint-Germain-des-Fossés est un ensemble conventuel comprenant une église dédiée à Notre-Dame, des bâtiments conventuels et un cimetière, situé à Saint-Germain-des-Fossés (Allier).

## Localisation
Le prieuré est situé à l'écart du centre-ville actuel de Saint-Germain-des-Fossés, au sud de la ville entre la D 258, la D 67 et la D 77.

## Historique
Le prieuré était rattaché à l'ordre de Cluny et dépendait de l'abbaye de Mozac. Il bénéficiait des droits de justice civile et criminelle.
En 1791, les biens du prieuré deviennent biens nationaux et sont vendus.
Certaines salles du prieuré accueillent aujourd'hui des expositions temporaires, ainsi que des objets découverts dans la cour intérieure du prieuré à l'occasion de fouilles qui ont eu lieu au début des années 1980.
Depuis le début des années 2000, le service religieux y est assuré par les frères de la Communauté Saint-Jean, qui occupent une partie des bâtiments conventuels.
A la fin de l'été 2024, à la suite d'un manque d'effectifs, la Communauté Saint-Jean quitte le prieuré.

## Description
L'ensemble du prieuré comprend l'église Notre-Dame, les bâtiments conventuels qui bordent l'église au sud et le cimetière ancien qui se trouve au nord et à l'ouest de part et d'autre de la ruelle qui donne accès à l'église.
Les bâtiments conventuels ont la forme d'un U et forment avec le côté méridional de l'église un quadrilatère autour d'un cour intérieure.